# Линия Сэтагая (Токю)
Линия Сэтагая (яп. 東急世田谷線 то:кю: сэтагая сэн) — легкорельсовая линия частного японского железнодорожного оператора Tokyu Corporation. Линия протянулась на 5 километров от станции Сангэндзяя до станции Симо-Такайдо в специальном районе Сэтагая в Токио. 
В отличие от остальных линий Токю, являющихся железнодорожными, линия Сэтагая представляет собой трамвайную линию. Пути линии полностью огорожены. В прошлом данная линия являлась ответвлением линии Тамагава, шедшей от станции Сибуя: трамваи шли из города по улице, затем по линии Сэтагая между домами, и далее по железнодорожной линии за город.
Помимо линии Сэтагая в Токио сохранилась всего лишь одна другая трамвайная линия — Тодэн-Аракава. На линии используется собственная система смарт-карт для оплаты проезда под названием Сэтамару. Данные карты не действуют на других линиях. С марта 2007 года на линии так же принимаются к оплате смарт-карты PASMO и Suica.

## Станции
| Станция         | Японское название/ | Расстояние (км) | Пересадки                 | Расположение |
| --------------- | ------------------ | --------------- | ------------------------- | ------------ |
| Сангэндзяя      | 三軒茶屋           | 0.0             | Линия Дэнъэнтоси          | Сэтагая      |
| Ниси-Тайсидо    | 西太子堂           | 0.3             |                           | Сэтагая      |
| Вакабаяси       | 若林               | 0.9             |                           | Сэтагая      |
| Сёин-Дзиндзямаэ | 松陰神社前         | 1.4             |                           | Сэтагая      |
| Сэтагая         | 世田谷             | 1.8             |                           | Сэтагая      |
| Камимати        | 上町               | 2.2             |                           | Сэтагая      |
| Мияносака       | 宮の坂             | 2.7             |                           | Сэтагая      |
| Ямасита         | 山下               | 3.4             | Линия Одавара (Готокудзи) | Сэтагая      |
| Мацубара        | 松原               | 4.2             |                           | Сэтагая      |
| Симо-Такайдо    | 下高井戸           | 5.0             | Линия Кэйо                | Сэтагая      |